# Арбовирусы
Арбовирусы (от англ. arthropod-borne viruses) — группа вирусов, переносчиками которых являются членистоногие. Арбовирусы имеют одноцепочечную геномную РНК, двуцепочечную РНК (реовирусы) или двуцепочечную ДНК (в случае Asfarvirus) и могут передаваться от животных человеку через членистоногих и вызывать развитие таких заболеваний, как энцефалит, лихорадка Денге, лихорадка паппатачи и жёлтая лихорадка.

## Структура и свойства
Арбовирусы по своему деструктивному действию на клетки могут быть разделены на высоко цитоцидные, умеренно цитоцидные и нецитоцидные.
Основные признаки, характеризующие культуры, персистентно инфицированные арбовирусами группы А:
1. чередование фаз дегенерации и репопуляции клеток;
2. низкий процент зараженных клеток;
3. резистентность к суперинфекции гомологичным вирусом;
4. отсутствие селекции резистентного варианта клеток;
5. наличие в среде ингибитора типа интерферона или развитие состояния аутоинтерференции.

Наиболее типичными чертами культур-носителей арбовирусов группы В можно считать::
1. способность к длительному существованию без явлений специфической деструкции;
2. зараженность только части клеточной популяции;
3. постоянное присутствие в питательной среде низких титров инфекционного вируса;
4. выраженная резистентность к реинфекции гомо- и гетерологичными вирусами.

## Представители
| Семейства        | Роды            | Виды | Векторы                           | Вызываемые заболевания                                 |
| ---------------- | --------------- | --- | --------------------------------- | ------------------------------------------------------ |
| Asfarviridae     | Asfivirus       | Вирус африканской чумы свиней | Клещи                             | вирусный энцефалит, вирусная геморрагическая лихорадка |
| Flaviviridae     | Flavivirus      | англ. Louping ill virus, англ. Powassan virus, вирус клещевого энцефалита | клещи (Ixodes spp.)               | вирусный энцефалит, омская геморрагическая лихорадка   |
| Flaviviridae     | Flavivirus      | вирус лихорадки Денге, вирус энцефалита Murray Valley, вирус желтой лихорадки | комары                            | вирусный энцефалит, вирусная геморрагическая лихорадка |
| Flaviviridae     | Flavivirus      | вирус японского энцефалита, вирус энцефалита Сент-Луис, вирус Западного Нила | комары                            | вирусный энцефалит                                     |
| Nairoviridae     | Orthonairovirus | вирус геморрагической лихорадки Крым-Конго | клещи                             | Геморрагическая лихорадка Крым-Конго                   |
| Peribunyaviridae | Orthobunyavirus | вирус калифорнийского энцефалита | комары                            | вирусный энцефалит                                     |
| Phenuiviridae    | Phlebovirus     | англ. Rift Valley fever virus | комары (Aedes spp., Culex spp.)   | вирусный энцефалит, Лихорадка Рифт-Валли               |
| Phenuiviridae    | Phlebovirus     | вирус Тосканы, лихорадка паппатачи | Phlebotomus spp.                  | лихорадка паппатачи                                    |
| Reoviridae       | Coltivirus      | вирус клещевой лихорадки Колорадо | клещи                             | вирусная геморрагическая лихорадка                     |
| Reoviridae       | Orbivirus       | вирус африканской болезни лошадей, вирус синего языка овец , вирус эпизоотической геморрагической болезни                                                                                    | Ceratopogonidae (Culicoides spp.) | вирусный энцефалит                                     |
| Togaviridae      | Alphavirus      | англ. Chikungunya virus, вирус восточного энцефалита лошадей, англ. O'nyong'nyong virus, англ. Ross River virus, вирус венесуэльского энцефалита лошадей, вирус западного энцефалита лошадей | комары                            | вирусный энцефалит                                     |